# Lassim Bay
Lassim Bay (in der deutschen Kolonialzeit Lassimbucht oder Port Breton genannt) ist eine Bucht an der Südwestküste der Insel Neuirland in der gleichnamigen Provinz von Papua-Neuguinea. Sie ist damit Teil der Salomonensee des Pazifischen Ozeans.

## Geographie
Die Bucht wird von einem Einschnitt der Küste der Insel Neuirland im Norden und Osten sowie der Insel Lambom Island im Süden gebildet. Sie ist etwa drei Kilometer breit und reicht bis zu drei Kilometer tief ins Land hinein. Die zerklüftete Küste bildet innerhalb der Bucht nördlich den geschützten Ankerplatz Suir Cove (auch Irish Cove genannt – zugleich auch Mündung des Suir River) und im Osten Lawanai Cove (auch English Cove genannt). Südlich der Bucht liegt die Siedlung Lambon.

## Geschichte
Die Bucht wurde 1767 von dem britischen Seefahrer und Entdecker Philipp Carteret entdeckt, von dem auch die Namensgebung English Cove und Irish Cove stammt.
Nach Gründung der britischen Strafgefangenenkolonie New South Wales in Australien (1788) gewann die Südspitze Neuirlands für englische Schiffe an Bedeutung, da sie an der sogenannten „inneren Route“ von Sydney nach Hongkong lag. Zu dieser Zeit wurden durch passierende Handelsschiffe Europäer (vermutlich Deserteure) gemeldet, die als Einzelne bei Einheimischen in Stranddörfern lebten. Einen verstärkten Zuzug von Europäern verzeichnete die Gegend um die Bucht ab Januar 1880, als der Franzose Charles Bonaventure du Breil, Marquis de Rays, den Süden Neuirlands für die Gründung seines Kolonialprojekts eines „freien Neufrankreichs in der Südsee“ (La Nouvelle France, Colonie Libre du Port Breton) ausgewählt hatte. Bis zum Januar 1882 landeten auf insgesamt vier Auswandererschiffen wohl über 500 Siedler französischer, italienischer, deutscher und spanischer Abstammung in der Bucht, die nach vergeblichen Rodungs- und Ackerbauversuchen, harten Entbehrungen und einer Vielzahl von Todesfällen die Siedlungen allerdings wieder aufgaben und nach Nouméa bzw. Sydney weiterzogen.
Ab 1884 war die Südspitze Neuirlands (zu dieser Zeit Neumecklenburg genannt) Interessensgebiet der auf Neubritannien und den Duke-of-York-Inseln ansässigen Handelsfirmen. Hiernach wurde die Gegend Teil der deutschen Kolonie Deutsch-Neuguinea. Nach kurzzeitiger Zugehörigkeit zum Australischen Mandatsgebiet und japanischer Besetzung im Zweiten Weltkrieg wurde das Gebiet schließlich Teil des unabhängigen Staats Papua-Neuguinea.